# Wilhelm Kaspers
Wilhelm Kaspers (* 8. Januar 1890 in Köln; † 4. April 1961) war ein deutscher Ortsnamenforscher.

## Leben
Kaspers besuchte in Köln das städtische Realgymnasium in der Kreuzgasse. Dort erwarb er 1909 das Abitur. Von 1909 bis 1914 studierte an der Universität Bonn germanische Philologie und promovierte dort auch. Im Jahre 1908 trat er dem Bonner, 1910 dem Münsterschen Wingolf bei. Nach Stationen im Schuldienst in Schleiden (Eifel), Köln und Benrath kam er 1927 nach Kettwig (Ruhr) und Mülheim an der Ruhr. Ab 1946 war er Oberstudiendirektor in Düren am Stiftischen Gymnasium. Weiterhin wurde er Vorsitzender des Dürener Geschichtsvereins.
Nach seinem Studium hörte Kaspers noch Vorlesungen bei August Wilmanns und begann mit wissenschaftlichen Arbeiten. Seine ersten Veröffentlichungen datieren von 1912. Dann widmete er sich seiner Dissertation über nordfranzösische Ortsnamen.

## Veröffentlichungen
Sein Gesamtwerk umfasst etwa 90 Veröffentlichungen. Dazu gehören u. a.:

### In derZeitschrift für Ortsnamenforschung
- Nordfranzösische Ortsnamen (1914)
- Die Weiler-Orte der Kölner Gegend (1925)
- Untersuchungen zu den rheinischen -ingen-Orten (1927–1935)
- Die -acum-Ortsnamen in Elsaß-Lothringen (1936)
- Ortsnamenkundliches aus der Kölner Gegend und dem Rheinland (1941–1943)

### Einzelne Veröffentlichungen
- Schematismus der fränkischen Siedlungsanlagen und deren Namen (1938)
- Systematik der politischen Namen in Frankreich (1938)
- Sinngruppen rheinischer Ortsnamen (1948)
- Die Ortsnamen der Dürener Gegend in ihrer siedlungsgeschichtlichen Bedeutung (1949)
- Untersuchungen zu den politischen Ortsnamen des Frankenreiches (1950)

### In den „Beiträgen zur Namenforschung“
- Ein neuer Matronenname (1956)
- Der Name Montjoie und seine Bedeutungsvarianten (1958)
- Wandel sakraler Namen und Ausdrücke zu profaner Bedeutung im Rheinland (1959)
- Stavelot (Stablo) und Malmedy als sakrale Klosternamen (1960)
- Der Flußname Agger (1961)
- Die Palatisierung des lateinischen c in rheinischen kelto-romanischen Ortsnamen (1961)